# Gao (dessinateur)
Pour les articles homonymes, voir Gao.
Gao de son vrai nom Olivier Gabrielle, né le 6 janvier 1983, est un dessinateur de bande dessinée, coloriste et illustrateur belge.

## Biographie
Olivier Gabrielle naît le 6 janvier 1983.
Il est le dessinateur du Journal des enfants depuis 2007.
En 2012, il réalise l'affiche du deuxième festival de bande dessinée de Manage.
Il sort son premier album de bande dessinée Période décès, le premier tome de la série humoristique Éternellement Vôtre sur un scénario de Jérôme Derache, publié aux Éditions Bande à part en 2015. Dans la foulée, il réalise le second volume Au coin du feu qui est publié l'année suivante chez le même éditeur carolorégien.
Pour le même scénariste, il réalise la mise en couleur de sa série Les Astromômes dessinée par le Français Cédric Ghorbani publiée aux éditions Vents d'Ouest de 2016 à 2017.
En 2019, il réalise la mise en couleur de la série Les Chauchepaille de l'auteur Sébastien Didot dont le premier tome est publié aux Éditions Bande à part.
Il sort la première bande dessinée des éditions Le Robert pour lutter contre les erreurs orthographiques conçue avec la pédagogue Anne-Marie Gaignard et le coscénariste Jérôme Derache en 2022.
Avec Zazie sans faute, cette bande dessinée démontre que l'on peut retenir des trucs orthographiques en s'amusant. Cet ouvrage connaît deux tirages pour 30 000 exemplaires. Il sort La Reine des accords le deuxième volume de la série en 2023. Il enchaîne l'année suivante avec La Championne des mots difficiles.
Parallèlement, il occupe un emploi dans une chaîne de restauration rapide renommée.

### Vie privée
Il demeure à Loyers en province de Namur en 2022.

#### Livres
: document utilisé comme source pour la rédaction de cet article.
- Philippe Mellot, Michel Denni, Laurent Turpin et Isabelle Morzadec, Trésors de la bande dessinée : BDM 2025-2026 - Catalogue encyclopédique et Argus, Paris, Les Arènes, novembre 2024, 24e éd., 1839 p., ill. ; 23 cm (ISBN 979-10-37512-61-1, OCLC 1478218824, présentation en ligne), p. 511, 1640. .

### Articles
- Gao et Jérôme Derache (interviewés par Alexis Seny), « Rencontre avec Gao et Jérôme Derache, les fossoyeurs d’Éternellement Vôtre », Branchés Culture,‎ 8 décembre 2015 (lire en ligne, consulté le 18 octobre 2024).

### Vidéographie
- [vidéo] « Interview de Gao, le dessinateur de Zazie Sans Fautes », sur YouTube